# Bath
|  | Per a altres significats, vegeu «Bath (desambiguació)». |

Bath és una ciutat en el comtat cerimonial de Somerset, en el sud-oest d'Anglaterra. Està situada a 156 km a l'oest de Londres i a vint-i-un quilòmetres al sud-est de Bristol. Li va ser concedit l'estatus de ciutat l'any 1590 a través d'un decret real de la reina Isabel I, i posteriorment el de county borough ("municipi comtal”) en 1889, la qual cosa li va garantir independència administrativa de la resta de Somerset. Més tard, Bath es va convertir en part d'Avon, quan aquest comtat va ser creat en 1974. Des de 1996, amb l'abolició del comtat de Avon, la ciutat ha estat el principal centre urbà de l'autoritat unitària de Bath and North East Somerset
Bath va ser fundada com un complex termal pels romans sota el nom llatí de Aquae Sulis (“les aigües de Sulis”), en 43 d. C., encara que la tradició oral sense cap manteniment suggereix que ja existia des d'abans. Els romans van construir el complex i un temple en els pujols adjacents a la vall del riu Avon, al voltant de la font de les aigües termals. Edgar el Pacífic va ser coronat com a rei d'Anglaterra en l'Abadia de Bath en el 973. Temps després, es va popularitzar per les seves aigües termals durant l'època georgiana, la qual cosa va propiciar una gran expansió i va deixar un reconegut llegat arquitectònic georgià per a la construcció del qual es va utilitzar pedra de Bath.
Bath va ser reconeguda com a Patrimoni de la Humanitat de la Unesco en 1987. La ciutat posseeix una gran varietat de teatres, museus i altres edificis d'importància cultural, la qual cosa ha contribuït al seu desenvolupament com a destinació turística. Existeixen dues universitats (la Universitat de Bath i la Universitat de Bath Spa) i nombrosos centres d'ensenyament secundari i superior

## Història
Antiguitat

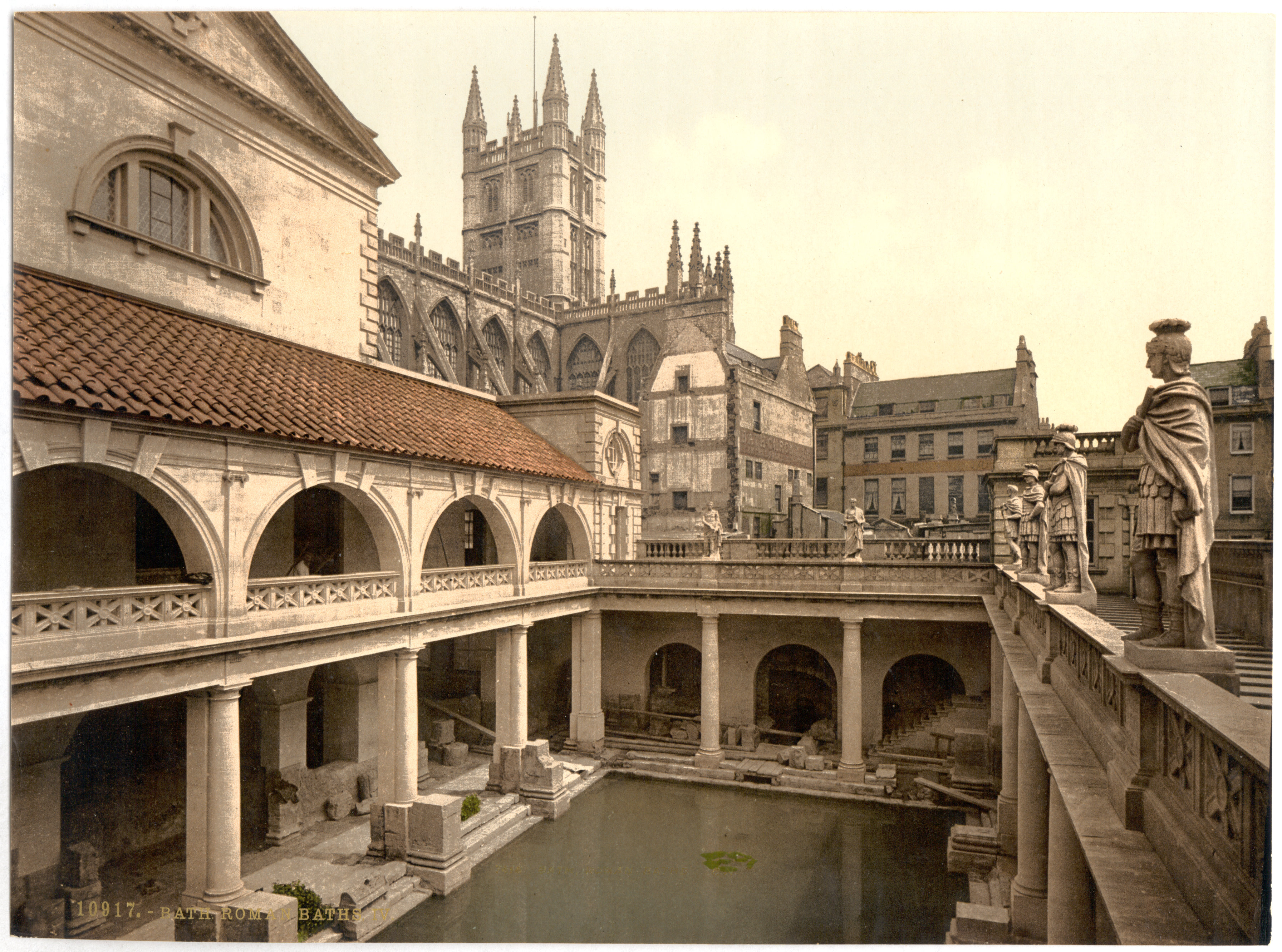
Els banys romans.

Hi ha proves d'assentaments humans que daten del Mesolític als turons de la ciutat de Bath, per exemple a Bathampton Down. També s'han trobat túmuls de l'edat del bronze i les restes del que potser fos una fortificació de l'edat del ferro. Les restes trobades en un dels túmuls pertanyen a la cultura del vas campaniforme i es va trobar casualment quan s'excavava per fer els fonaments d'una estació de la RAF.
A Bath brollen tres deus naturals d'aigua calenta, properes l'una de l'altra, on sembla que els britans tenien un altar dedicat a la deessa Sulis; en arribar els romans la van identificar amb Minerva i vers l'any 60 o 70 van edificar un temple i van tancar la deu dins d'una estructura amb diferents sales com acostumaven a fer a les seves termes. El nom que li van posar va ser Acquae Sulis Termae.
Quan al segle V els romans van perdre el domini de Britànnia, les termes van deixar de tenir el manteniment necessari i els conductes d'aigua van quedar obstruïts pel rebliment.
Època anglosaxona
L'any 577 els anglosaxons, en haver guanyat la batalla de Deorham, es van apoderar de la ciutat. Un poema d'autor anònim titulat The Ruin descriu l'aspecte que tenia Bath en aquell moment. Durant el segle següent es va construir un monestir (Bath Abbey), probablement per ordre d'Osric, rei de Hwicce. L'any 781 el monestir va passar a ser domini del rei Offa de Mèrcia, el qual va fer reconstruir l'església que estava dedicada a sant Pere.

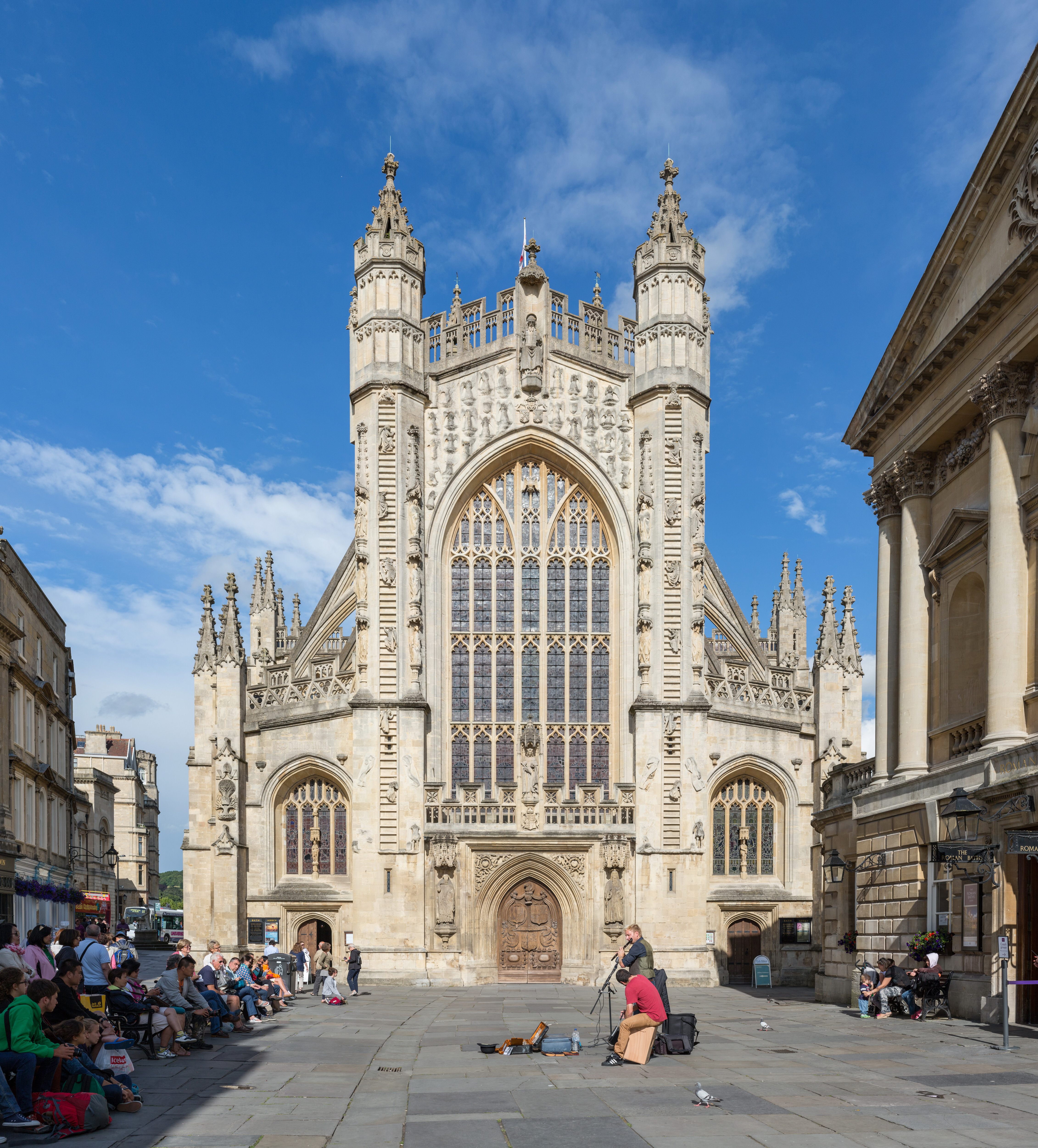
El monestir Bath Abbey.

El rei Alfred va donar un nou aspecte a la ciutat, deixant per al monestir el quadrant sud-est. En un document del segle x, el Burghal Hidage, es descriu Bath com un burg emmurallat: la muralla tenia una longitud de 1.257 metres amb 100 homes que es repartien la vigilància. Durant l'època anglosaxona el nom apareix escrit en diferents versions de l'actual: Baðum, Baðan o Baðon.
El rei Edgard el Pacífic es va fer coronar l'any 973 al monestir de Bath. Guillem el Roig va donar la ciutat al seu metge John de Tours, que després seria bisbe de Wells i abat del monestir de Bath. L'any 1088 la ciutat va ser saquejada revolta dels nobles que va seguir la mort de Guillem el Conqueridor. John de Tours es va fer construir un palau, el bisbe Reginald Fitz Jocelin va manar l'any 1180 la construcció d'un asil per a pobres (St John's Hospital) al costat de la font anomenada Cros Bath.
Quan es va instituir el sistema organitzatiu dels hundreds, la ciutat en va instituir anomenat de diverses maneres: Hundred of Le Buri, Bath Foreign Hundred o Forinsecum. Els comerciants no estaven representats en aquesta forma d'administració i, per guanyar influència en les decisions, van crear un gremi, que es reunia al guildhall, d'on va sorgir el primer alcalde al segle xiii.
Època moderna

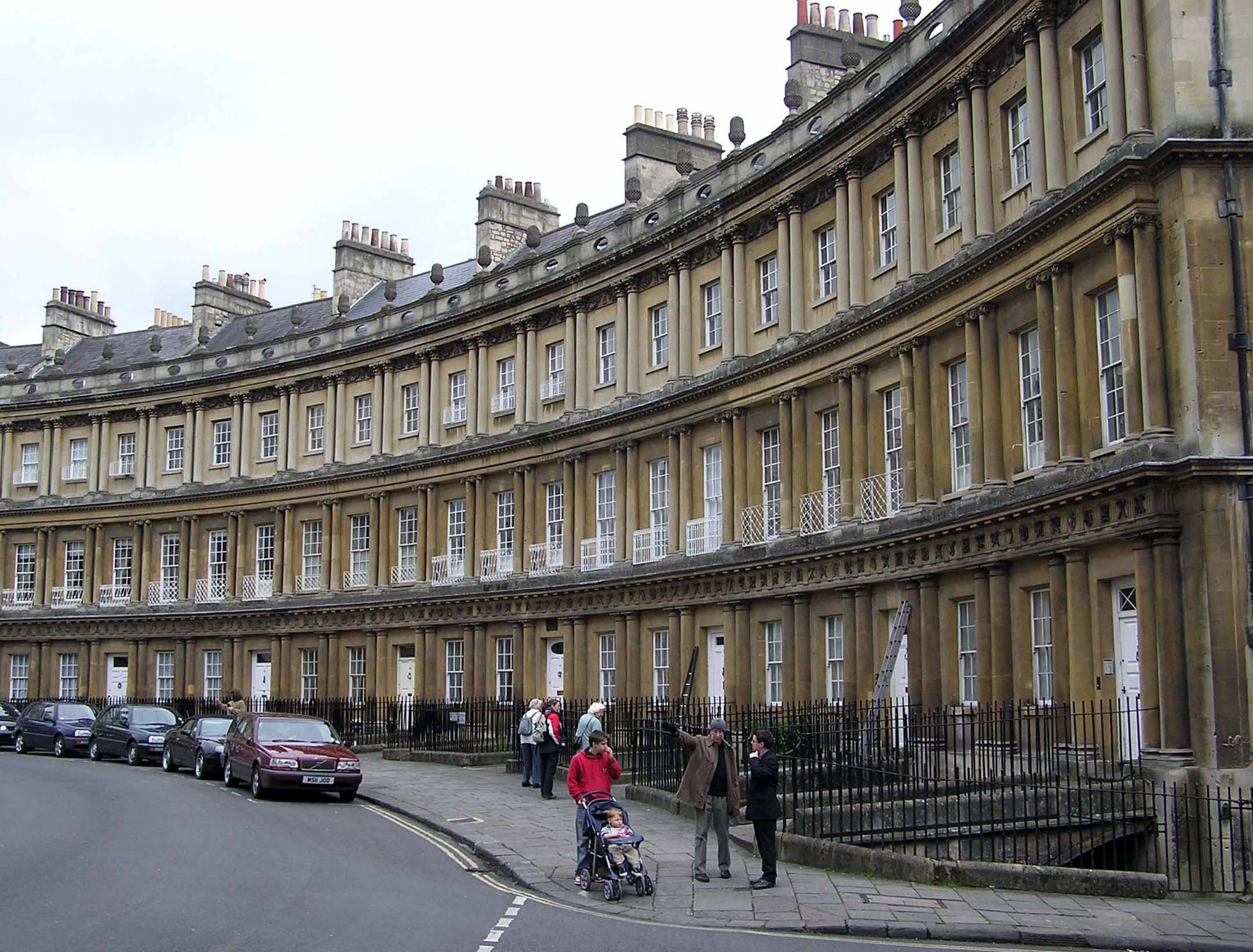
Carrer Circus de Bath.

Al segle xv els edificis de Bath estaven en mal estat i el bisbe Oliver King va decidir fer reparacions. El lloc va començar a atreure visitants que anaven a passar uns dies i prendre els banys que s'assegurava tenien poders curatius. La reina Elisabet I va donar el 1590 l'estatus de ciutat a l'antic burg.
Durant la guerra civil anglesa, el rei Carles I va estar empresonat a Bath, però els reialistes es van apoderar de la ciutat el juliol del 1643. Durant l'època Stuart i l'època Georgiana es van construir molts edificis nous i aquesta ampliació va atreure més visitants. John Wood i el seu fill van ser els arquitectes encarregats de donar un estil uniforme i clàssic a les façanes tots els nous edificis que va cridar molt l'atenció.
Del segle xix a l'actualitat
Segons el cens del 1801 Bath era una ciutat molt poblada, amb 40.020 habitants. Alguns residents eren gent adinerada que embellien la ciutat amb les seves obres, per exemple William Thomas Beckford. L'emperador Haile Selassie va escollir Bath per al seu exili. Durant la Segona Guerra Mundial la ciutat va ser objecte de bombardeigs de la Luftwaffe, en represàlia per diversos atacs de les forces aèries britàniques sobre Alemanya. Les cases del Royal Crescent, el carrer més emblemàtic de Bath van ser incendiades i molts edificis es van destruir per una bomba de 500 kg. Amb el temps es va anar reparant els danys però encara queden senyals.
El 1950 el municipi va integrar dins el seu territori tres pobles veïns: Combe Down, Twerton i Weston. El 1987 
la UNESCO va declarar Bath Patrimoni de la Humanitat.

## Govern i escut d'armes
Havent format part del comtat de Somerset històricament, Bath es va convertir en county borough (“comtat municipi”) en 1889, independitzant-se així del nou comtat administratiu de Somerset. Més tard, va passar a ser part de Avon quan aquest comtat no metropolità va ser creat en 1974. Des de l'abolició de Avon en 1996, la ciutat ha estat el principal centre urbà de l'autoritat unitària de Bath and North East Somerset. No obstant això, Bath encara és part del comtat cerimonial de Somerset, encara que no de l'homònim comtat no metropolità.
Des de 1295 fins a l'aprovació de l'Acta de Reforma de 1832, Bath triava dos membres de la Cambra dels Comuns. La ciutat pertany a un únic districte electoral, sent el liberal demòcrata Don Foster el seu representant en el Parlament (dades de 2010). Els seus resultats en les eleccions de 1992 van ser notables, pel fet que Chris Patten (membre del Parlament per Bath des de 1979 a 1992) va jugar un rol important, com a president del Partit Conservador, en la reelecció de John Major com Primer Ministre, però no va aconseguir mantenir la seva banca en el Parlament. Des de llavors, Don Foster ha estat reelegit com a representant de la ciutat en cada elecció. No obstant això, l'avantatge de vots obtinguda pel Partit Liberal Demòcrata per sobre del Partit Conservador es va reduir significativament des de més de 9 mil vots en les eleccions generals de 1997 i 2001 a 4.638 en 2005.
El blasó de l'escut d'armes inclou dues franges platejades sobre un fons blau, que representen el riu Avon i les aigües termals. L'espasa és la de Sant Pau, un dels patrons de l'abadia (juntament amb Sant Pere). La cimera commemora la coronació d'Edgar en el 973. La corona és sostinguda en l'aire per dues mans amb mangues fins a la nina. Els tenantes, un lleó i un os, s'alcen sobre unes branques de roures amb glans, Les claus són les de Sant Pere. El lema la hi ciutat —Aquae Sulis, el nom romà de Bath— està escrit en la part inferior. El primer registre de l'escut d'armes està en l'obra Particular Description of England (“Descripció Particular d'Anglaterra”), de William Smith. Se suposa que la data del mapa de Bath —en el qual apareix l'escut d'armes com és en l'actualitat— contingut en aquest manuscrit és la mateixa que la d'un mapa de Bristol, datat el 30 o 31 de juliol de 1568.

## Geografia
Bath està situada a la vall de l'Avon al sud de l'acabament d'una zona de turons, els Cotswolds, una àrea catalogada pel govern britànic amb el nom de destacada per la seva bellesa natural. el punt de màxima alçada del municipi està a 238 m en un altiplà anomenat Lansdown.
La ciutat està construïda a la plana d'inundació del riu Avon, que està a 18 msnm. L'aigua que al començament es dispersava formant pantans es va canalitzar per un sol curs d'aigua. Així i tot de tant en tant hi havia inundacions, fins que el 1970 es van fer unes obres per millorar la contenció. Hi ha una àrea propera al riu anomenada Kensington Meadows, en part boscosa i en part camp obert, que ha estat nomenada reserva natural.
L'aigua de les fonts geotermals de Bath s'alimenten de les pluges que cauen als Mendip Hills i s'escolen entre el rocam calcari on s'uneix a l'aigua procedent del subsòl (gradient geotèrmic), que arriba a tenir entre 64 i 96 °C.

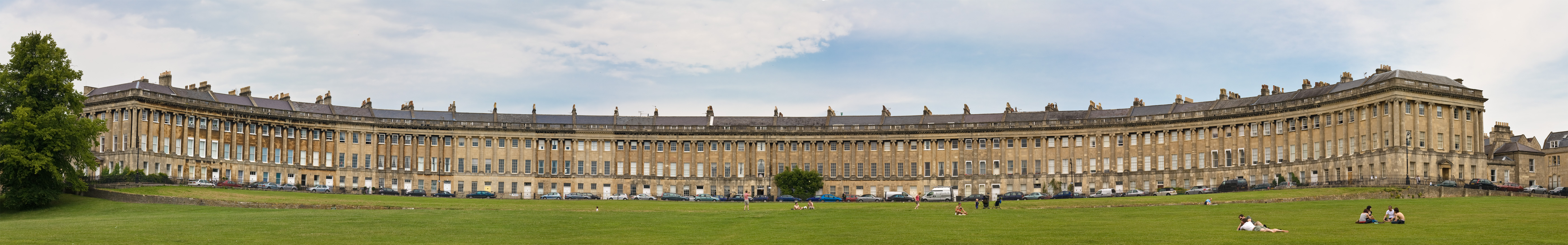
Royal Crescent: Conjunt de cases georgianes del segle XVIII

## Clima
Com la resta del sud-oest d'Anglaterra, Bath té un clima temperat però és generalment més humit i suau que la resta de la zona. A l'estiu les altes pressions procedents de les Azores afecten porten temps estable i temperatures agradable però de vegades, es formen núvols de convecció a l'interior del país que redueixen significativament el nombre d'hores de sol. La major part de les pluges es concentren a la tardor i a l'hivern, quan els corrents de convecció i les depressions es formen més sovint. També a l'estiu es poden formar sobtades tamborinades de curta durada. La neu es presenta generalment uns 5 o 18 dies a l'hivern. Els vents més forts es produeixen entre els mesos de novembre al març, amb predomini dels que venen del sud-oest.
| Dades climàtiques a Bath (Somerset) | Dades climàtiques a Bath (Somerset) | Dades climàtiques a Bath (Somerset) | Dades climàtiques a Bath (Somerset) | Dades climàtiques a Bath (Somerset) | Dades climàtiques a Bath (Somerset) | Dades climàtiques a Bath (Somerset) | Dades climàtiques a Bath (Somerset) | Dades climàtiques a Bath (Somerset) | Dades climàtiques a Bath (Somerset) | Dades climàtiques a Bath (Somerset) | Dades climàtiques a Bath (Somerset) | Dades climàtiques a Bath (Somerset) | Dades climàtiques a Bath (Somerset) |
| Mes                                 | gen                                 | febr                                | març                                | abr                                 | maig                                | juny                                | jul                                 | ag                                  | set                                 | oct                                 | nov                                 | des                                 | anual                               |
| ----------------------------------- | ----------------------------------- | ----------------------------------- | ----------------------------------- | ----------------------------------- | ----------------------------------- | ----------------------------------- | ----------------------------------- | ----------------------------------- | ----------------------------------- | ----------------------------------- | ----------------------------------- | ----------------------------------- | ----------------------------------- |
| Mitjana diària °C (°F)              | 7.6 (45.7)                          | 7.9 (46.2)                          | 10.5 (50.9)                         | 13.3 (55.9)                         | 16.7 (62.1)                         | 17.4 (63.3)                         | 19.7 (67.5)                         | 21.7 (71.1)                         | 21.5 (70.7)                         | 18.8 (65.8)                         | 14.6 (58.3)                         | 8 (46)                              | 14.3 (57.7)                         |
| Mínima mitjana °C (°F)              | 1.9 (35.4)                          | 1.7 (35.1)                          | 3.5 (38.3)                          | 4.6 (40.3)                          | 7.5 (45.5)                          | 10.4 (50.7)                         | 12.5 (54.5)                         | 12.4 (54.3)                         | 10.3 (50.5)                         | 7.6 (45.7)                          | 4.5 (40.1)                          | 2.3 (36.1)                          | 6.6 (43.9)                          |
| Precipitació mitjana mm (polzades)  | 82.5 (3.248)                        | 53.2 (2.094)                        | 63.7 (2.508)                        | 56.9 (2.24)                         | 59.7 (2.35)                         | 51.9 (2.043)                        | 55.8 (2.197)                        | 65.7 (2.587)                        | 66.6 (2.622)                        | 88.5 (3.484)                        | 82.7 (3.256)                        | 87.1 (3.429)                        | 814.1 (32.051)                      |
| Mitjana mensual d'hores de sol      | 40.8                                | 66.5                                | 118.9                               | 157                                 | 190.9                               | 188.8                               | 211.9                               | 202.7                               | 143.9                               | 82.1                                | 51.7                                | —                                   | 1.492,7                             |
| Font: Met Office                    |                                     |                                     |                                     |                                     |                                     |                                     |                                     |                                     |                                     |                                     |                                     |                                     |                                     |

## Cultura
Durant el segle xviii, Bath es va convertir en el centre d'atenció de l'alta societat a Anglaterra. Va ser durant aquest període que va tenir lloc la construcció del Theatre Royal, així com també l'edificació de nombroses estructures emblemàtiques de la ciutat com el Lansdown Crescent, el Royal Crescent,The Circus i el Pont Pulteney.
En l'actualitat, Bath compte amb cinc teatres —Theatre Royal, Ustinov Studio, the egg, el Rondo Theatre i el Mission Theatre— i atreu companyies i directors de renom internacional, incloent una temporada anual de Peter Hall. La ciutat també té una llarga tradició musical. L'Abadia de Bath alberga un òrgan de la respectada signatura alemanya Klais Orgelbau i constitueix la sala de concerts més gran de la ciutat, amb al voltant de 20 concerts i 26 recitals d'òrgan cada any. Una altra sala de concert destacada és The Fòrum, un edifici art déco amb 2 mil seients que es va originar com el que probablement hagi estat el cinema més luxós de Bath.
Des de 1948, la ciutat és anualment seu del Bath International Music Festival (“Festival Internacional de Música de Bath”), en el qual convergeixen gèneres tals com l'orquestral, música de cambra, clàssic contemporani, jazz i world music; l'esdeveniment té lloc a finalitats de maig o principis de juny i dura dues setmanes. Altres esdeveniments culturals anuals inclouen el Bath Film Festival (“Festival de Cinema de Bath”, des de 1991), el Bath Literature Festival (“Festival de Literatura de Bath”, des de 1995), el Bath Festival of Children's Literature (“Festival de Literatura Infantil de Bath”, des de 2008), el Bath Fringe Festival (un festival d'art fundat en 1981), i el Bath Beer Festival (“Festival de la Cervesa de Bath”).

### Teatres
En 1705, va ser construït a la ciutat el primer edifici específicament erigit per a complir la funció de teatre. No obstant això, l'espai era massa reduït i el teatre produïa, com a màxim, petits guanys, raó per la qual va ser demolit en 1738 per a deixar lloc al Mineral Water Hospital. Aquest teatre va ser el precursor del Theatre Royal, inaugurat el 27 d'octubre de 1750 en Orchard Street, al qual li va ser concedit en 1768 una patent real aprovada pel Parlament. Es va convertir llavors en el primer “teatre real” anés de Londres i la seva reputació va començar a créixer. En 1805, va tancar el teatre de Orchard Street per a ser reconstruït en un altre lloc que va obrir les portes el 12 d'octubre del mateix any. Finament decorat i amb una capacitat per a 900 espectadors, és considerat un dels millors exemples d'arquitectura georgiana de la ciutat.
El teatre per a nens i joves the egg —així anomenat per la forma ovalada de l'auditori— va ser inaugurat el 23 d'octubre de 2005,i s'erigeix sobre un edifici d'estil victorià que compta amb més de cent seients. Ustinov Studio va obrir en 1997 i va ser batejat en honor del seu patrocinador, Peter Ustinov. Amb una capacitat per a 105 espectadors, el Rondo Theatre —que rep una petita subvenció del govern de Bath and North East Somerset— va ser inaugurat en 1989 i atreu cada any a vuitanta companyies diferents que presenten variats espectacles.64 Obert en 2004, el Mission Theatre, l'estructura del qual té 200 anys d'antiguitat i va anar originalment una capella catòlica, pertany al consell de l'autoritat unitària i compta amb una capacitat per a cent espectadors al seu auditori principal.

### Museus i galeries
A la ciutat es troba la Victòria Art Gallery (“Galeria d'Art Victoria”), inaugurada en 1900, en la qual s'exhibeixen més de 1.500 peces que abasten des de pintures britàniques a l'oli del segle xvii fins a obres d'art contemporànies, incloent treballs de Thomas Gainsborough, Thomas Jones Barker i Walter Richard Sickert. El Museum of East Asian Art (“Museu d'Art de l'Est Asiàtic”), fundat en 1993, té en exposició prop de 2 mil objectes —que comprenen peces de ceràmica, jade i bronze— i compta amb una de les col·leccions d'art asiàtica oriental més grans del país fora de Londres.
El Holburne Museum of Art exhibeix la col·lecció d'art acumulada en el segle xix per Sir William Holburne. La col·lecció original es destaca principalment pels treballs en plata i pintures europees, encara que també inclou peces italianes de bronze, treballs en mayólica, porcellana i vidre, mobles i retrats en miniatura. Des de llavors, ha estat enriquida amb paisatges de Francesco Guardi i Joseph Mallord William Turner i retrats de George Stubbs, Allan Ramsay, Johann Zoffany i Thomas Gainsborough, entre altres coses.
El Bath Postal Museum (“Museu Postal de Bath”), establert en 1979, ofereix informació sobre el desenvolupament del correu des del 2000 a. C. fins als nostres dies i sobre l'evolució de les bústies britàniques; els seus artefactes inclouen plomes i tinters, cornetes de posta, bústies, papirs egipcis, tablillas d'argila sumèries, carros postals, cartes i estampilles. El Fashion Museum (“Museu de la Moda”), inaugurat en 1963, compta amb més de 30 mil peces masculines femenines i infantils del segle xvi d'ara endavant i conserva indumentària de reconeguts dissenyadors contemporanis tals com Giorgio Armani, Ralph Lauren, John Galliano i Donatella Versace.
El Jane Austen Centre és una exposició permanent sobre l'experiència de l'escriptora Jane Austen en Bath entre 1801 i 1806 i la influència d'aquests anys a la ciutat sobre la seva obra. El Herschel Museum of Astronomy, obert en 1981, està dedicat a la vida i obra de William Herschel i Carolina Herschel; situat en l'antiga casa dels germans (New King Street n° 19), va anar allí mateix on William, amb l'ajuda d'un telescopi dissenyat per ell mateix, va descobrir en 1781 el planeta Urà. Les termes romanes de Bath representen una de les majors atraccions turístiques del Sud-oest d'Anglaterra, i posseeixen una col·lecció de relleus i gemmes romans amb figures de déus, altres personatges mitològics i animals.
Finalment, la Bath Royal Literary and Scientific Institution (“Institució Real de Literatura i Ciència de Bath”), fundada en 1824, conté una amplíssima col·lecció de més de 7 mil volums sobre temes tan variats com història natural, teologia, història europea i local, diccionaris de llengües antigues i estrangeres, etcètera; milers de fòssils, espècimens de plantes, petxines de bivalves i caragols, i altres invertebrats; nombrosos exemplars d'ocells i alguns mamífers; antiguitats de molt diverses procedències històriques i geogràfiques; pintures, dibuixos i fotografies; entre molts altres objectes. La societat presta peces del seu patrimoni a diferents museus i porta endavant un programa de xerrades i discussions.

### Gastronomia
Existeix una àmplia gamma de productes alimentaris típics de Bath. El Sally Lunn bun, un pa de farina de blat amb llevat, ha estat produït a la ciutat des de fa segles. Es creu que la seva recepta va ser invenció d'una immigrant hugonot anomenada Solange (Solie) Luyon, qui va arribar a la ciutat en la dècada de 1680 i possiblement la creava quan va començar a treballar en una fleca local. El nom d'aquests panets és, segons la versió més popular, una alteració del nom original en francès de la fornera.
A vegades aquests panets són confosos amb els Bath buns, més petits, rodons, molt dolços i rics en greixos. Existeixen referències del Bath bun que daten de 1763. S'atribueix la recepta original del segle xviii a William Oliver, metge del Mineral Water Hospital, qui originalment preparava una massa amb ou i llard a la qual afegia per damunt confitis de llavor.
El Bath chap és un plat a base de galtes de porc fumades amb sal.

## Economia i indústria
Bath va tenir alguna vegada un important sector manufacturer, liderat per companyies com Stothert & Pitt, una empresa local d'enginyeria fundada en 1785 que va fer fallida en 1989. Actualment en Bath la manufactura representa només el 5% de les ocupacions (la meitat de la mitjana nacional); la manufactura està en declivi a la ciutat, però ostenta destacables indústries de programari i editorial.
En Bath existeixen més de sis mil empreses que donen treball a aproximadament 50 000 persones. El sector de serveis representa el 80% de les ocupacions locals. Els sectors econòmics importants inclouen educació i sanitat (30 000 llocs de treball), comerç minorista, turisme i oci (14 000 llocs) i serveis professionals i empresarials (10 mil llocs). Les principals ocupadors en la zona són el Consell de Bath and North East Somerset (aproximadament 6 400 llocs); el National Health Service —“Servei Nacional de Salut”— (aproximadament 3 500 llocs); la Universitat de Bath (aproximadament 2 352 llocs); Wessex Water, una companyia de subministrament d'aigua i clavegueram públic (1 500 llocs); Helphire Group Plc., una signatura dedicada a l'assistència viària (800 llocs); la Universitat de Bath Spa (700 llocs); Future Publishing (650 llocs); Cadbury Trebor Bassett Ltd., empresa productora de dolços (600 llocs); Yeo Valley Farms Ltd., dedicada a la producció de llet i crema (600 llocs); i Walter Lawrence Civil and Mechanical Ltd, dedicada a la construcció d'edificis i treballs d'enginyeria civil (500 llocs). En el centre de la ciutat, se situen més de quatre-cents comerços minoristes —el 50% dels quals són administrats per comerciants independents— i al voltant de cent restaurants i cafès.

## Ciutats agermanades
Bath té relacions d'agermanament amb:
- Ais de Provença (França)
- Alkmaar (Països Baixos)
- Brunsvic (Alemanya)
- Kaposvár (Hongria)

## Fills il·lustres
- T. Tertius Noble (1867-1953) compositor i organista.

## Llocs d'interès
- Banys romans
- Royal Victoria Park
- Jardins Sidney
- Galeria d'Art Reina Victòria
- Jane Austen Centre
- Royal Crescent